# Melqart di Sciacca

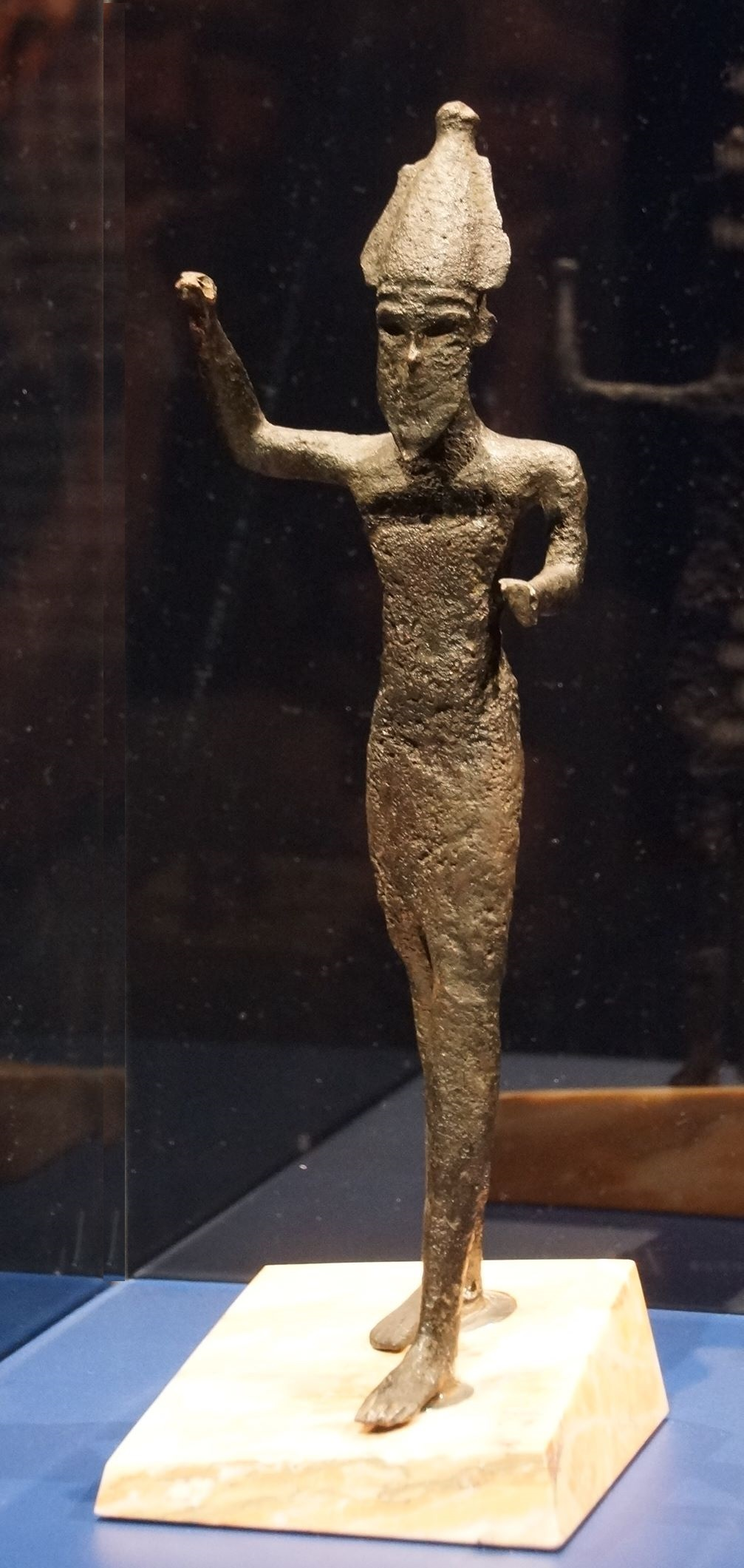

Il cosiddetto Melqart di Sciacca o di Selinunte è una statuetta bronzea rinvenuta nel gennaio 1955 nel tratto di mare compreso tra Selinunte e Capo San Marco, presso Sciacca, sulla costa sud-occidentale della Sicilia. Si trova al museo archeologico regionale Antonio Salinas di Palermo e per un breve periodo sarà al museo del mare di sciacca; alto 38 cm, la datazione oscilla in un vasto periodo compreso tra il XIII e il IX sec. a.C. ed è ancora oggetto di dibattito.
La statua raffigura una divinità cananea che gli studiosi hanno identificato solo inizialmente in Melqart e successivamente in una forma di Ba'al o Hadad. Il Museo Salinas suggerisce un'ulteriore connessione con Reshef, dio mediterraneo fondamentale nel periodo hyksos dell'Antico Egitto. Il soggetto si colloca nel filone delle antiche divinità del cielo mesopotamiche (il già citato Hadad o il Teshup degli Hurriti) e delle successive derivazioni di matrice siro-anatolica (Ba'al cananeo, Zeus ellenico, Giove Dolicheno latino).
Risalta la somiglianza con il celebre Ba'al di Ugarit (XIV sec. a.C.) conservato al Louvre e con una moltitudine di rappresentazioni affini. Il copricapo conico con protuberanza a bottone lo accomuna nel tratto distintivo all'Osiride egizio. La posizione minacciosa e ammonitrice del braccio destro, ampiamente riscontrabile nella produzione artistica delle civiltà del tempo, è spesso di sostegno a fulmini, scettri, oggetti o armi (asce, mazze, clave) che ne attestano la potenza di dio atmosferico, degli uragani e delle tempeste. Lo spazio vuoto nelle mani del bronzetto di Sciacca suggerisce un esito analogo. La presenza della barba a punta, caratteristica dei popoli mesopotamici, discosta ulteriormente da Melqart (che è un "figlio" e, come tale, viene raffigurato imberbe) e avvicina piuttosto al contesto iconografico di Ba'al, Hadad, Teshup e Reshef. Esclude inoltre possibili riferimenti a divinità femminili, come Anat.  
Potrebbe essere una delle testimonianze dell'espansione di popoli cananei nel Mediterraneo occidentale già negli ultimi due secoli del II millennio a.C. Naturalmente, il ritrovamento in mare non qualifica di per sé il reperto come autoctono, ma rafforza il collocamento della Sicilia pre-ellenica lungo le rotte maestre del Mediterraneo antico e la pone certamente in un contesto di assidua frequentazione culturale con i popoli egei e del vicino Oriente.